# Quitandinha
Quitandinha ist ein brasilianisches Munizip im Südosten des Bundesstaats Paraná. Es hat 18.398 Einwohner (2022), die sich Quitandinhenser nennen. Seine Fläche beträgt 447 km². Es liegt 820 Meter über dem Meeresspiegel.

## Etymologie
Der Ortsname basiert auf der Verkleinerungsform des aus dem Kimbundu stammenden Wortes kitanda (sinngemäß kleiner Marktstand). Er geht auf das erste Restaurant der Stadt an der BR-116 (die damals noch Estrada Estratégica hieß) zurück. Sein Besitzer Reinaldo Paolini hatte einmal im Hotel Palácio Quitandinha in Petrópolis logiert. Er war von diesem Casinohotel derart begeistert, dass er seinem Speiselokal dessen Namen gab. Mit der Zeit bürgerte sich der Name Quitandinha dann für den Platz an der großen Überlandstraße ein.
Der ursprüngliche Name war Areia Branca (Weißer Sand) wegen der kristallinen Farbe des Sandes, der nach Überschwemmungen an den Flussufern lag. Unter diesem Namen wurde der Ort auch mit dem Staatsgesetz Nr. 790 am 14. November 1951 zum Distrikt erhoben. Erst mit der Erhebung zum Munizip im Jahr 1961 erhielt er den inzwischen geläufiger gewordenen Namen Quitandinha.

## Geschichte

### Besiedlung
Der erste nachweisbare Einwohner war Bento Dias de Morais. Er kam Mitte des 19. Jahrhunderts (ein konkretes Datum ist jedoch nicht bekannt) ebenso wie die nachfolgende Pionierfamilie Pretos in einfachen Booten den Rio da Várzea herauf. Die Pretos erwarben ein Stück Land am rechten Flussufer, wo sie sich niederließen. Ihr Gebiet wurde durch den so genannten Arroio da Campina abgegrenzt.
Dann ließ sich eine andere Familie, diesmal die Familie Branco, flussaufwärts am rechten Ufer des Rio Várzea nieder, mit dem Arroio do Turvo als Trennlinie. Als Bento Dias de Morais später auf der Suche nach Land war, entdeckte er zwischen den Bächen Campina und Turvo ein unbesiedeltes Gebiet, genau dort, wo sich heute der Sitz der Stadt Quitandinha befindet. Er erwarb dieses Grundstück und errichtete darauf einen Wohnsitz für sich selbst. Die Fläche zwischen Rio Várzea und Rio Caí betrug 560 Alqueires (13,5 Hektar). Bald darauf ließen sich weitere Menschen nieder und bildeten so die erste Siedlung. Der Ort erhielt den Namen Areia Branca.
Der Bedarf an einer Landverbindung zwischen dem Kapitanat São Paulo und dem Kapitanat São Pedro do Rio Grande do Sul veranlasste Cristóvão Pereira de Abreu im Jahr 1730 dazu, einen Weg am Westhang der Serra do Mar anzulegen, der von Curitiba aus über São José dos Pinhais in das Viehzuchtgebiet in Rio Grande do Sul führen sollte. Es stellte sich später aber heraus, dass ein Verlauf der Straße im Wald besser war. Der Weg von Cristóvão Pereira de Abreu verlor an Bedeutung.
Quitandinha liegt zwischen den beiden Straßen. Die ersten Siedler kamen aus der Gegend von Lapa, der nächstgelegenen Stadt bzw. dem nächstgelegenen Bevölkerungsschwerpunkt, sowohl auf dem Landweg als auch auf dem Rio da Várzea. Es ist bekannt, dass die Câmara Municipal (Stadtrat) von Vila do Príncipe, wie Lapa bis 1872 hieß, die Eröffnung einer Verbindungsstraße in die Region Areia Branca beantragte.
Serafim Ferreira de Oliveira e Silva, genannt Serafim Brabo, kaufte 1889 die Fazenda Sant'Ana do Herval und gründete dort eine Mühle zur Verarbeitung von Herva-Mate. Er setzte sich für den Bau von Straßen zwischen Areia Branca und Curitiba ein. Zur gleichen Zeit baute er mit kaiserlichen Mitteln Straßen, die Lapa, Ponte Nova, Ribeirão Vermelho und Rio dos Patos miteinander verbanden. Auf seinen Antrag hin wurde 1880 die erste Wählerregistrierung in Areia Branca durchgeführt. Wer über ein Einkommen von mehr als 200.000 Réis verfügte, galt als Wähler. Wer ein Einkommen von 400.000 Réis nachweisen konnte, konnte als Kandidat gewählt werden.

### Erhebung zum Munizip
Quitandinha (ex-Areia Branca) wurde durch das Staatsgesetz Nr. 37 vom 13. Juni 1961 aus Contenda und Rio Negro ausgegliedert und in den Rang eines Munizips erhoben. Es wurde am 23. November 1961 als Munizip installiert.

## Geografie

### Fläche und Lage
Quitandinha liegt auf dem Primeiro Planalto Paranaense (der Ersten oder Curitiba-Hochebene von Paraná). Seine Fläche beträgt 447 km². Es liegt auf einer Höhe von 820 Metern.
Die Entfernung zur Hauptstadt Curitiba beträgt 54 km, auf der Straße sind es 67 km. Mit 28 weiteren Städten ist Quitandinha seit 1994 Teil der 1973 gegründeten Metropolregion Curitiba. Es ist knapp 100 km (Luftlinie) vom Südatlantik bei Guaratuba entfernt.

### Vegetation
Das Biom von Quitandinha ist Mata Atlântica.

### Klima
Das Klima ist gemäßigt warm. Es werden hohe Niederschlagsmengen verzeichnet (1537 mm pro Jahr). Im Jahresdurchschnitt liegt die Temperatur bei 17,4 °C. Die Klimaklassifikation nach Köppen und Geiger lautet Cfb.

### Gewässer

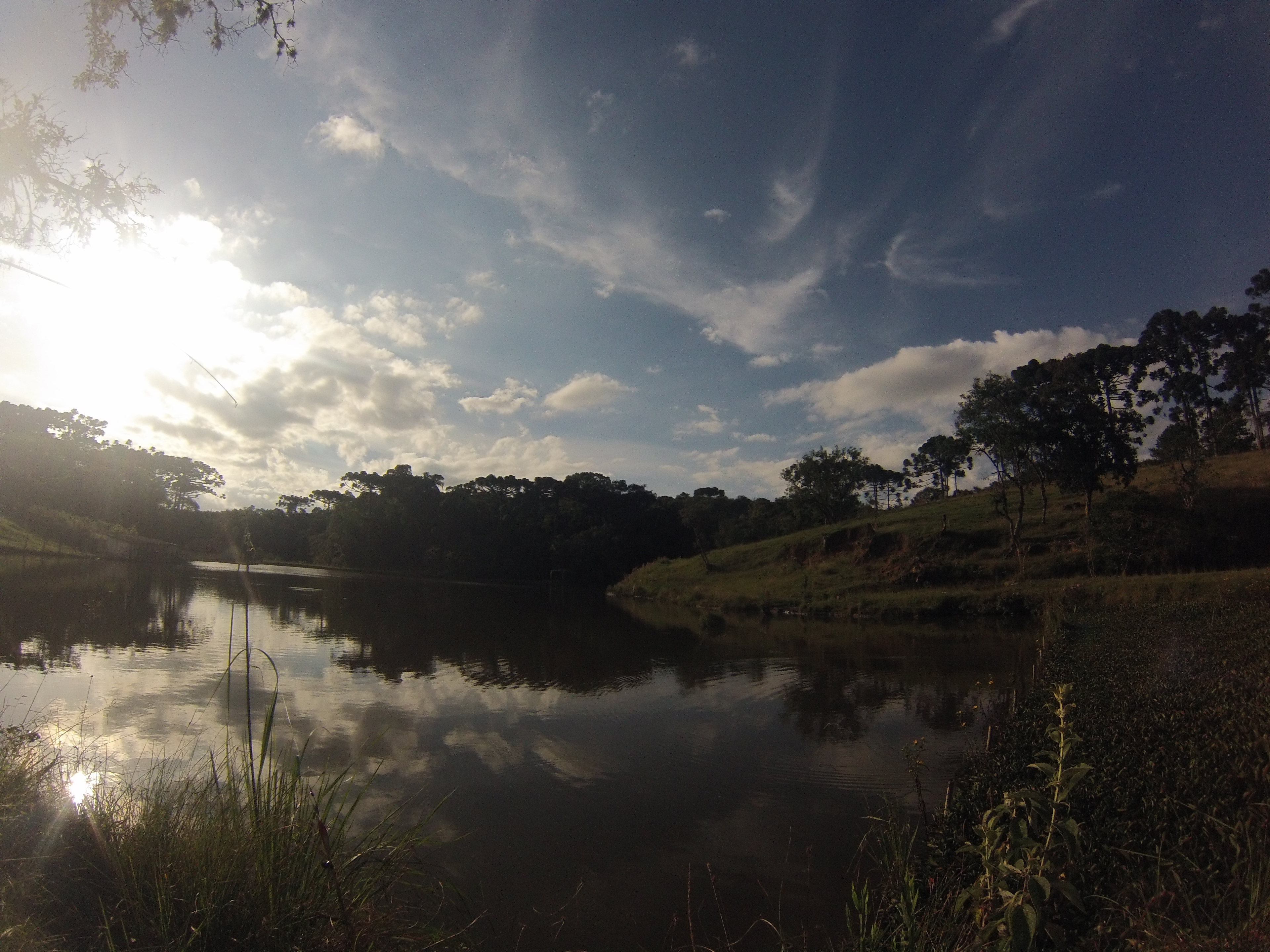
Rio da Várzea bei Quitandinha

Quitandinha liegt im Einzugsgebiet des Rio Iguaçu. Der Rio da Várzea, ein rechter Nebenfluss des Rio Negro, bildet im Südosten zunächst die Grenze zu Mandirituba, durchquert dann das Munizip etwa mittig und fließt unmittelbar westlich am Stadtgebiet vorbei, bevor er schließlich im Westen die Grenze zu Lapa markiert. Neben dem Várzea liegen auf dem Gemeindegebiet die kleineren Flussläufe des Rio do Poço, Rio Caí (von rechts zum Várzea, Grenze zu Mandirituba), Ribeirão Vermelho, Rio do Doce, Rio Lambari, Rio Três Barras und des Arroio da Campina.

### Straßen
Quitandinha ist über die PR-511 mit Contenda im Norden verbunden. Die Autobahnanbindung erfolgt durch die an der südlichen Stadtgrenze vorbeiführende Bundesstraße BR-116, die in diesem Teilabschnitt Rodovia Régis Bittencourt heißt.

### Nachbarmunizipien
| Lapa             | Contenda und Araucária                      | Mandirituba   |
|                  | Kompassrose, die auf Nachbargemeinden zeigt |               |
| Campo do Tenente | Piên                                        | Agudos do Sul |

## Stadtverwaltung
Bürgermeister: Jose Ribeiro de Moura, PROS (2021–2024)
Vizebürgermeister: Paulo Celso Wojastyk, PROS (2021–2024)

## Demografie

### Bevölkerungsentwicklung
| Jahr | Einwohner | Stadt | Land |
| ---- | --------- | ----- | ---- |
| 1970 | 10.853    | 11 %  | 89 % |
| 1980 | 12.395    | 13 %  | 87 % |
| 1991 | 15.272    | 20 %  | 80 % |
| 2000 | 15.272    | 20 %  | 80 % |
| 2010 | 17.089    | 29 %  | 71 % |
| 2022 | 18.398    |       |      |

Quelle: IBGE (2011) und Volkszählung 2022

### Ethnische Zusammensetzung
| Gruppe * | 1991    | 2000    | 2010    | wer sich als …                                                                   |
| --- | ------- | ------- | ------- | -------------------------------------------------------------------------------- |
| Weiße | 86,8 %  | 81,3 %  | 83,4 %  | weiß bezeichnet                                                                  |
| Schwarze | 1,6 %   | 1,3 %   | 1,7 %   | schwarz bezeichnet                                                               |
| Gelbe | 0,0 %   | 0,1 %   | 0,2 %   | von fernöstlicher Herkunft wie japanisch, chinesisch, koreanisch etc. bezeichnet |
| Braune | 11,6 %  | 17,0 %  | 14,6 %  | braun oder als Mischung aus mehreren Gruppen bezeichnet                          |
| Indigene | 0,0 %   | 0,1 %   | 0,0 %   | Ureinwohner oder Indio bezeichnet                                                |
| ohne Angabe | 0,0 %   | 0,1 %   | 0,0 %   |                                                                                  |
| Gesamt | 100,0 % | 100,0 % | 100,0 % |                                                                                  |
| *) Das IBGE verwendet für Volkszählungen ausschließlich diese fünf Gruppen. Es verzichtet bewusst auf Erläuterungen. Die Zugehörigkeit wird vom Einwohner selbst festgelegt. |         |         |         |                                                                                  |

Quelle: IBGE (Stand: 1991, 2000 und 2010)

## Wirtschaft

### Kennzahlen
Mit einem Bruttoinlandsprodukt pro Einwohner von 21.372,01 R$ (rund 4.700 €) lag Quitandinha 2019 an 328. Stelle der 399 Munizipien Paranás.
Sein mittelhoher Index der menschlichen Entwicklung von 0,680 (2010) setzte es auf den 303. Platz der paranaischen Munizipien.